# Resolució 550 del Consell de Seguretat de les Nacions Unides
La Resolució 550 del Consell de Seguretat de les Nacions Unides, aprovada l'11 de maig de 1984 després d'escoltar representacions de la República de Xipre i reafirmar les resolucions  365 (1974), 367 (1975), 541 (1983) i 544 (1983), el Consell va condemnar les activitats secessionistes il·legals a la part ocupada per Turquia de la República de Xipre, en violació de les resolucions anteriors.
El Consell demana als altres Estats membres que no reconeguin l'anomenada República Turca de Xipre del Nord (TRNC), que condemna l'intercanvi d'ambaixadors entre Turquia i Xipre del Nord i que considera tots els intents d'interferir amb la Força de les Nacions Unides pel Manteniment de la Pau a Xipre contràriament a les resolucions del Consell de Seguretat. Finalment, la resolució també va demanar que el Secretari General promogués la implementació de la resolució actual.
La resolució va ser aprovada per 13 vots a favor, un en contra (Pakistan) i una abstenció dels Estats Units.